# Mouvement arabe de l'Azawad
Pour les articles homonymes, voir MAA.
Le Mouvement arabe de l’Azawad (en arabe : الحركة العربية الأزوادية) (MAA) est un mouvement politique et militaire arabe actif dans le nord du Mali et formé le 1er avril 2012 pendant la rébellion touarègue de 2012. Il porte initialement le nom de Front de libération nationale de l'Azawad (FLNA) avant d'être rebaptisé vers la fin 2012. Il réclame « une large autonomie pour le nord du Mali. »
À partir de 2013 et surtout de 2014, le mouvement se sépare entre deux tendances : l'une alliée aux rebelles du MNLA et du HCUA, intègre la Coordination des mouvements de l'Azawad (CMA), et une autre, appelée MAA loyaliste, fidèle à l'État malien, rejoint la Plateforme des mouvements du 14 juin 2014 d'Alger. 
En 2024, la faction rebelle du MAA fusionne avec d'autres groupes pour former le Front de libération de l'Azawad (FLA).

## Création
Le Front de libération nationale de l'Azawad (FLNA) est créé le 1er avril 2012 à Tombouctou. Selon Mohamed Lamine Sidad, secrétaire général du FLNA, le mouvement est opposé à l'indépendance de Azawad et à l'instauration de la charia, il réclame « le retour à la paix et l'activité économique ». Le FLNA parvient à rassembler environ 500 combattants et 800 véhicules selon ses déclarations et forme un état-major commandé par Housseine Ghoulam, un lieutenant-colonel ayant déserté l'armée malienne,,. Le 26 avril, le FNLA prend le contrôle d'une partie de la ville de Tombouctou, mais sommé par Abou Zeid, d'AQMI de quitter les lieux, il se replie sans livrer de combat le 29 avril,,.
Selon Mossa Ag Attaher, chargé de communication du MNLA, quelques jours après sa création le FLNA « aurait déjà explosé suite à des tensions internes. »
À la fin de l'année 2012, le FNLA change de nom et devient le Mouvement arabe de l’Azawad (MAA).

## Organisation
Le secrétaire général du mouvement est Ahmed Ould Sidi Mohamed.
En décembre 2012, l'organisation se compose d'un conseil exécutif, un conseil consultatif et un état-major. L'exécutif est dirigé par un secrétaire général.
- Chef d'état major : colonel Houssein Ghoulam (ancien de la garde nationale du Mali)
- Chef d'état-major adjoint : colonel Sidamar Ould Mohamed dit « Algour » et commandant Moulaye Abi (déserteurs de l'armée malienne)
- Secrétaire aux relations extérieures :  Mohamed Elmaouloud Ramadane

Le mouvement déclare contrôler les communes de Tilemsi, à la frontière mauritanienne et Tinafareg, à côté de la frontière algérienne.
Vers l'été 2014, une partie du MAA fait dissidence. Le secrétaire général de cette faction alliée au MNLA est Sidi Ibrahim Ould Sidatt, ancien maire de la localité de Ber. Il est soutenu par le chargé des relations extérieures du Mouvement, Mohamed ould Ramadane, magistrat de fonction, et le chef d'état major militaire, le colonel Houssein Ould Almoctar dit Ghoulam.
Sidi Brahim Ould Sidatt est assassiné à Bamako le 13 avril 2021.
En mars 2024, le colonel Houssein Ghoulam quitte le MAA et rallie le Groupe de soutien à l'islam et aux musulmans.
Le 30 novembre 2024, la faction rebelle du MAA fusionne avec les autres groupes du CSP pour former le Front de libération de l'Azawad (FLA).

## Effectifs
Début 2013, le MAA revendique 500 combattants.
En mars 2016, un rapport de la MINUSMA estime que la branche du MAA intégrée dans la CMA dit « MAA Azawad »  compte entre 500 et 1 000 hommes, tandis que le « MAA loyaliste », intégré dans la Plateforme, compterait 2 000 hommes, dont 1 500 à Bourem et Tabankort et 500 à Lerneb.

## Actions

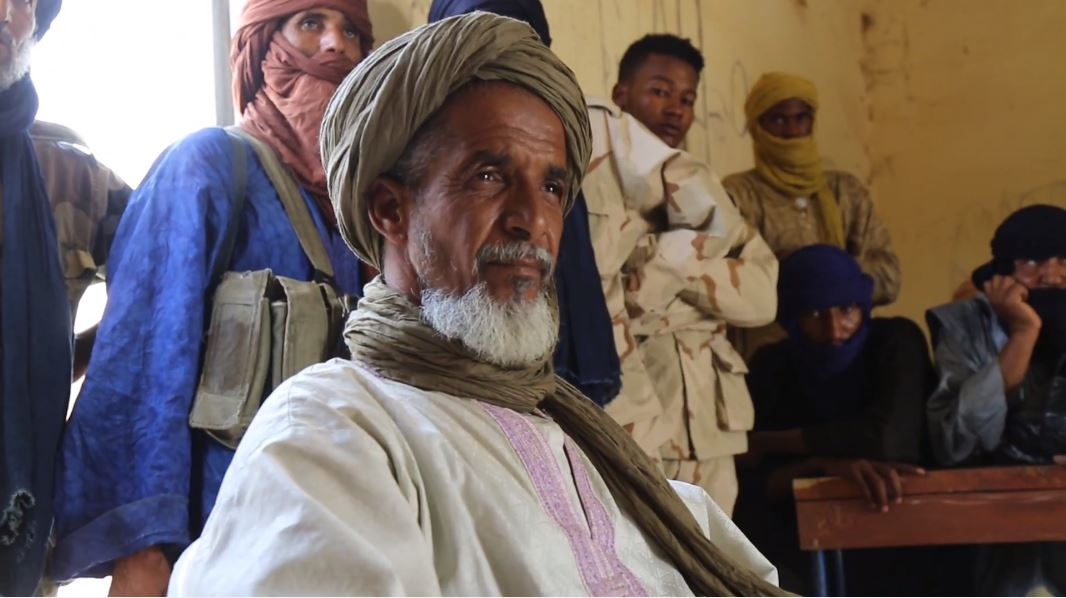
Le lieutenant-colonel al-Husseini Ould al-Mockhtar, du MAA, et des combattants de la CMA lors d'une réunion avec des représentants de l'ONU à Ber, au Mali, en janvier 2017.

Début 2013, le MAA se revendique comme un groupe laïc, non-terroriste et ayant pour principal objectif de défendre l'intérêt des populations arabes du nord du Mali. Il se dit prêt à « collaborer avec la France contre le terrorisme, le narco-trafic ainsi que le crime organisé. »
Aux alentours du 2 janvier 2013, Ansar Dine et AQMI désarment les combattants du MAA à In Farah et saisissent leurs véhicules, proclamant qu'aucun groupe non islamiste n'a désormais le droit de détenir une arme dans le nord du Mali.
En décembre 2012, à sa création, le MAA déclare avoir « de très bons rapports » avec le MNLA malgré « des petites divergences ». En février 2013 cependant, la relation entre les deux mouvements autonomistes se dégrade fortement. Le 23 février, le MAA attaque le mouvement touareg du MLNA qui s'est emparé d'In Khalil, une localité sur la frontière algérienne stratégique pour les trafics. Le mouvement arabe reproche au MNLA d'avoir volé tous les véhicules des Arabes, pillé les commerces et violé des femmes.
Le MLNA accuse de son côté le MAA de s'être allié au MUJAO voire qu'il n'y a pas de réelle distinction entre les deux groupes. Cette accusation est rejetée par Salem Béghi, officier du MAA, lequel déclare en mars 2013 : « il y a  quelques mois, de violents combats nous ont opposés aux terroristes d'AQMI et du MUJAO et nous en avons tué 37 parmi eux. Nous avons toujours combattu les organisations terroristes qui sévissaient au nord du Mali. Nos premiers combats contre eux ont commencé en 2007. »
Cependant à la suite de l'intervention militaire au Mali, des Arabes du MUJAO comme Mahari Sid'Amar dit Yoro Ould Daha, chef de la brigade de sécurité du MUJAO à Gao, changent effectivement de camp pour passer au MAA,. Les grands trafiquants de drogue arabes lemhars de Gao, comme Chérif Ould Taher, passent également au MAA après avoir été les bailleurs de fonds du MUJAO.
Le 24 février, le lendemain de la bataille d'In Khalil, In Farah, base du MAA, est bombardée en mesure de rétorsion par l'aviation française. Boubacar Ould Taleb, un de ses représentants dénonce cette intervention : « Pourquoi les Français nous bombardent ? Pourquoi prennent-ils parti pour le MNLA ? » qui a selon lui blessé 4 combattants et détruit cinq véhicules,.
Le 21 avril, le MAA s'empare de la petite ville de Ber, au nord de Tombouctou après un combat contre le MNLA. Il abandonne cependant la ville quatre jours plus tard. Le 17 mai, ils attaquent Anéfif, également tenue par la MNLA, mais ils sont cette fois repoussés.
En juin, le MAA participe aux négociations de Ouagadougou. Le MNLA, le HCUA et le MAA tentent de se réconcilier. Le 8 août, les trois mouvements publient une déclaration commune où ils réclament l'autonomie des peuples de l'Azawad.
Cependant un combat éclate le 14 août à Bordj Badji Mokhtar, en Algérie opposant des Arabes Bérabiches et des Touaregs Idnanes. Des hommes du MAA et de MNLA prennent part à ces affrontements, la base du MAA à In Farah est notamment attaquée et quelques hommes sont tués. Le 18 août, le MNLA, le HCUA et le MAA condamnent officiellement les violences de Bordj Badji Mokhtar,.
En mai 2014, des combattants du MAA participent avec le MNLA et le HCUA à la prise de contrôle de la ville de Kidal contre l'armée malienne. Mais le 18 mai, Ahmed Ould Sidi Mohamed, secrétaire général du MAA, publie un communiqué dans lequel il dément l'implication du mouvement dans les violences du 17 mai à Kidal.
Le MAA se divise en deux tendances, l'une pro-gouvernementale menée par Ahmed Ould Sidi Mohamed, en grande partie composée de membres de la tribu arabe des Lemhars, l'autre proche des groupes indépendantistes menée par Sidi Brahim Ould Sidati,. Le 24 mai, des affrontements éclatent à Tabankort, dans la région de Gao. Les circonstances de ce combat sont peu connues. Dans un communiqué, le MNLA parle d'une embuscade tendue par des combattants MUJAO contre les « forces de l'Azawad ». Selon les sources de RFI, il s'agit plutôt de violences inter-communautaires entre deux fractions du MAA, l'une plus proche du pouvoir malien et l'autre alliée au MNLA qui lui aurait apporté son soutien pendant l'affrontement. Les affrontements se poursuivent en juillet dans les environs d'Anéfis et de Tabankort, faisant plusieurs dizaines ou plusieurs centaines de morts,.
Selon RFI, cette division trouverait ses origines dans la bataille d'In Khalil : « L'enjeu est un règlement de comptes : les Arabes veulent se venger des pillages en règle qu'ils ont subis début 2013 à In-Khalil. Ils accusent des groupes touaregs d'avoir saccagé leurs entrepôts, leurs garages et pillé leur réserve dans cette ville à la frontière de l'Algérie, zone de transit et de trafic : ils estiment le montant du pillage à 20 millions d'euros. À l'époque, le MNLA se défendait en assurant avoir démantelé sur place une arrière-base du Mujao. Depuis, une branche du MAA a signé un accord avec le MNLA et se retrouve aujourd'hui à ses côtés à Alger. Mais un groupe dissident arabe a refusé le compromis et entend toujours obtenir réparation ».
Une branche du MAA se sépare finalement du mouvement et le 30 août 2014, elle annonce la création du Mouvement populaire pour le salut de l'Azawad (MPSA).